# 琴乃
琴乃（ことの、1985年2月24日生まれ。日本のDJ、タレント、元子役、元グラビアアイドル、元AV女優。

## 来歴
韓国・釜山生まれ。日本人とのハーフとも言われることがあるが、本人は純粋な韓国人であると否定している。6歳頃から韓国と日本を往復していたと配信アプリ上で発言している。その後ツイッターで自分は100%韓国人と紹介。
6歳から15歳まで子役として活動しており、大手おもちゃメーカーや専門学校のCMに出演していた
2001年、ラジオ番組『西川貴教のオールナイトニッポン』（ニッポン放送）のミスリスナー候補に選出され、同年11月“全員バスト85cm以上”を売りにしたアイドルユニット「プチエンジェル」の第2期生に選ばれる。当時は東京出身としており、このプロフィールはAV引退まで引き継がれた。
古賀美智子・椎名真白・朝比奈えりとともに清純路線の正統派アイドル東琴乃として活動した。同ユニット解散後は、グラビアを中心に活動するが、休業後に琴乃と改名して活動を再開したが、再び休業状態に戻る。この時韓国に帰ったとされている。
バンド「BAND8」のヴォーカルとして活動していたが、所属事務所を辞め、音楽活動に専念するとすると自身のブログ「☆KoTo☆ぶろぐ」で語り、同年11月に新バンド「EMOELMO」を結成した。その後解散『音楽ば〜か』によると音楽歴は小学校1年生からとのこと。
琴乃でスーパーぷるるん選手権（ヤングジャンプ）に出場した。

### 着エロ路線への変更
2005年夏、再び琴乃に改名し、本格的に復帰。以降は手ブラ・着エロ路線にシフト。着エロビデオを数多くリリースしているほか、アダルトサイト「織姫」のグラビアやSODクリエイトが製作した『18禁 メイド物語』などにも出演。この作品では乳首やヘアこそ見えないが、初々しいファックシーンを見せた。この作品の発表以降、成年を対象と思わせる仕事を多数こなしつつも、フルヌードにはならなかった。この頃ロックバンド「パーキングエリア」の一員としても活動した。

### AVデビュー
2006年10月頃に所属事務所を辞め、音楽活動に専念すると自身のブログで表明したが、2006年12月発売の『FLASH EX』で、ヌードグラビアを初披露するとともに、AVデビューすることを明らかにした（所属事務所、イズバサジャパンリミテッド）。また、それと同時に新たな公式サイトとブログを立ち上げ、SODクリエイトから2007年4月にデビューすることが明らかにした。
2008年11月発売の『芸能人 琴乃 中出し・淫語・痴女 私が入れたくなるくらい勃起させなさい』で初めてSキャラを出した。
2009年2月発売の『芸能人 琴乃 究極の快感スローSEX』ではアダム徳永のスローセックスを経験、Gスポットの刺激も初めて体感した。その後7月、同年9月発売の『芸能人 琴乃 AV引退』でAVを引退することを発表、以降は音楽活動を中心にVシネマや舞台で活動し、アダルトビデオと着エロは引退する事を明かした。

### DJと国籍のカミングアウト
2023年現在はDJ。前述の国籍のカミングアウト後はsujeong lee、スジョン名義でも活動を行う。

## 人物
AV出演を通じ、バイセクシャルであることを自覚し引退後に公表している。男性と性交できるものの、どちらかと言えば女性への嗜好が強いと述べている。

## 作品

### イメージビデオ
| 発売日   | タイトル                          | 規格品番   | メーカー                  | 備考                         |
| 2002年   | 2002年                            | 2002年     | 2002年                    | 2002年                       |
| -------- | --------------------------------- | ---------- | ------------------------- | ---------------------------- |
| 4月24日  | プチエンジェル                    |            | バップ                    |                              |
| 2003年   |                                   |            |                           |                              |
| 12月19日 | cuteblue TV                       | CUTE-007D  | レイフル                  |                              |
| 2005年   |                                   |            |                           |                              |
| 8月4日   | 初めてのエロス                    | CHAK-003   | ソフト・オン・デマンド    |                              |
| 10月20日 | 18禁 メイド物語                   |            | SODクリエイト             |                              |
| 11月10日 | アイドル魂 ver.YELLOW【POP】      |            | エー・エス・ジェイ        |                              |
| 12月9日  | アイドル魂 ver.RED【CUTE】        |            | エー・エス・ジェイ        |                              |
| 2006年   |                                   |            |                           |                              |
| 4月21日  | KOTONO改                          | TAO-020    | イーネット・フロンティア  |                              |
| 7月7日   | 激パイ                            | TSDV-41059 | 竹書房                    |                              |
| 10月20日 | REAL（リアル） やっぱり生がいい。 | DCB-068    | 日本メディアサプライ      |                              |
| 2007年   |                                   |            |                           |                              |
| 10月30日 | JUICY HONEY                       |            |                           |                              |
| 2008年   |                                   |            |                           |                              |
| 1月30日  | X-IDOL                            | HIG-0007   | オルスタック ピクチャーズ |                              |
| 6月26日  | 桃色・妹 野球拳                   | GBTD-13    |                           | 共演：みひろ、ほしのみゆ     |
| 2011年   |                                   |            |                           |                              |
| 3月29日  | 美女秘湯めぐり 川俣温泉編         | HITOU-006  |                           | 共演：鈴木ありさ、町田みなみ |

### アダルトビデオ
※すべてSODクリエイトより発売。撮りおろし作品のみ。
| 発売日  | タイトル                                                            | 規格   | 品番      | メーカー      | 備考                                         |
| 2007年  | 2007年                                                              | 2007年 | 2007年    | 2007年        | 2007年                                       |
| ------- | ------------------------------------------------------------------- | ------ | --------- | ------------- | -------------------------------------------- |
| 4月5日  | 芸能人 琴乃 DEBUT                                                   | DVD    | SDMS-105  | SODクリエイト | ※デビュー作                                  |
| 5月3日  | 芸能人 琴乃 初・体・験 完全240分 10解禁スペシャル                   | DVD    | OPEN-0704 | SODクリエイト | ※AV OPEN2007 エントリー作品                  |
| 7月5日  | 琴乃 いっぱいエッチしよ♥オナニーのお手伝いしてあげる                | DVD    | STAR-010  | SODクリエイト |                                              |
| 8月4日  | 琴乃 青空のシタでセックスしよ                                       | DVD    | STAR-016  | SODクリエイト |                                              |
| 9月6日  | 芸能人 琴乃 学園コスプレSEXで応援                                   | DVD    | STAR-025  | SODクリエイト |                                              |
| 10月4日 | 芸能人 琴乃 ご奉仕♥ヌキヌキ天使                                     | DVD    | STAR-032  | SODクリエイト |                                              |
| 11月8日 | 芸能人 琴乃 Hイチャイチャ♥同棲日記♥～初めてゴックンしてアゲル♪～    | DVD    | STAR-039  | SODクリエイト |                                              |
| 12月6日 | 芸能人 琴乃 どすけべセックス4時間8コスプレプロデュース              | DVD    | STAR-046  | SODクリエイト |                                              |
| 2008年  |                                                                     |        |           |               |                                              |
| 1月5日  | 芸能人 琴乃 性感エステ×フルコース                                   | DVD    | STAR-054  | SODクリエイト |                                              |
| 2月7日  | 芸能人 琴乃 失禁するほど。                                          | DVD    | STAR-061  | SODクリエイト |                                              |
| 3月6日  | 芸能人 琴乃 奥様は女子校性                                          | DVD    | STAR-068  | SODクリエイト |                                              |
| 4月4日  | 芸能人 琴乃 芸能人実体験セックス初中出し                            | DVD    | STAR-074  | SODクリエイト |                                              |
| 5月8日  | 芸能人 琴乃 激痴漢地獄                                              | DVD    | STAR-080  | SODクリエイト |                                              |
| 6月5日  | 芸能人 琴乃 超高級ソープ嬢                                          | DVD    | STAR-087  | SODクリエイト |                                              |
| 7月4日  | 芸能人 琴乃 学園パラダイス♥                                         | DVD    | STAR-094  | SODクリエイト |                                              |
| 8月7日  | 芸能人 琴乃 輪姦アクメ拘束                                          | DVD    | STAR-102  | SODクリエイト |                                              |
| 9月4日  | 芸能人 琴乃 ヤリまくりイキまくり絶頂24時間10SEX                     | DVD    | STAR-110  | SODクリエイト |                                              |
| 10月9日 | 芸能人 琴乃 中出し天国                                              | DVD    | STAR-118  | SODクリエイト |                                              |
| 11月6日 | 芸能人 琴乃 中出し・淫語・痴女 私が入れたくなるくらい勃起させなさい | DVD    | STAR-125  | SODクリエイト |                                              |
| 12月4日 | 芸能人 琴乃×琴乃 Wキャストどちらがお好き!?                          | DVD    | STAR-132  | SODクリエイト |                                              |
| 12月4日 | 芸能人 最初で最後の大乱交 4時間SP                                   | DVD    | STAR-142  | SODクリエイト | 共演：範田紗々、板垣あずさ、矢沢のん、Hitomi |
| 2009年  |                                                                     |        |           |               |                                              |
| 1月1日  | 芸能人 琴乃 取り扱い説明書                                          | DVD    | STAR-136  | SODクリエイト |                                              |
| 2月5日  | 芸能人 琴乃 究極の快感スローSEX                                     | DVD    | STAR-143  | SODクリエイト |                                              |
| 2月19日 | 芸能人 琴乃 あなたに見せたい20のコスチューム+1 4時間DX              | DVD    | SDMS-652  | SODクリエイト |                                              |
| 3月5日  | 芸能人 琴乃 初!潜入 卑猥なアルバイト                                | DVD    | STAR-149  | SODクリエイト |                                              |
| 4月4日  | 芸能人 琴乃 童貞初挿入!!                                            | DVD    | STAR-154  | SODクリエイト |                                              |
| 5月7日  | 芸能人 琴乃 尻ずり                                                  | DVD    | STAR-160  | SODクリエイト |                                              |
| 6月4日  | 芸能人 琴乃 ナマ姦 恥じらい・卑猥・情熱SEX                          | DVD    | STAR-166  | SODクリエイト |                                              |
| 7月9日  | 芸能人 琴乃 中出し痴漢地獄                                          | DVD    | STAR-172  | SODクリエイト |                                              |
| 9月5日  | 芸能人 琴乃 AV引退                                                  | DVD    | STAR-184  | SODクリエイト | ※引退作                                      |

## 出演

### 映画
- 闇のまにまに 人妻・彩乃の不貞な妄想（2009年、主演・彩乃 役）
- 18倫 アイドルを探せ![注 1]（2010年、石山民子 役）
- 後ろから前から（2010年、乱子 役）
- 戦闘少女 血の鉄仮面伝説（2010年、ヒルコ少女隊の一人 役）
- 花と蛇3（2010年、平原美佐江 役）
- 女忍 KUNOICHI（2011年、弥生 役）
- すべての女に嘘がある（2012年、あやか 役）

### Vシネマ
- 萌えキュン@MOVIE 恋するメイドカフェ（2006年、主演：美咲 役）
- AVない奴ら（2008年、主演）
- メゾン 誘惑（2009年、主演：ミカ 役）
- 渋谷漂流少女（2010年、主演：ゆか 役）
- ガチヤン ヤン女・美優 天上天下唯我独尊篇（2010年、主演：美優 役）
- ガチヤン ヤン女 素手喧嘩・復讐篇（2010年、主演：美優 役）
- 社内恋愛 ゆれる女ごころ（2015年）
- ラブアンドロイド 執事のアダムとぼっちな私（2016年、沙希の同僚 役）

### テレビドラマ
- ヴァンパイアホスト EPISODE3（高樹瑠奈、2004年）
- 嬢王3 〜Special Edition〜 第1話（2010年）

### テレビ番組
- DIVA（2007年1月10日 - 2007年3月28日、テレビ東京）
- 志村けんのバカ殿様（2007年10月2日、フジテレビ）
- 今夜もハッスル（サンテレビ）
  - コーナー「MISSION ROOM」（2008年4月5日 - ？）
  - コーナー「THE淫タビュー」（2009年1月3日 - 1月31日）
- アグレッシブですけど、何か? アグレッシブ探険隊「悶絶が響き渡る!幻の生キノコの謎を追え」（2009年2月7日・14日、広島ホームテレビ）
- 音楽ば〜か（2009年4月4日 - ？、テレビ東京）※昭和歌謡ユニット「美女木ジャンクション」の新メンバー（追加メンバー6名のうちの一人）となる。
- おとなのびっくりクリニック（2009年6月、日本海テレビ、マンスリーゲスト出演）
- ビートたけしのあと1回だけ見ちゃいけないTV（2010年9月29日、TBSテレビ）※アシスタント担当
- 桃のふくらみ（MONDO TV）
- アイドル☆Kiss（MONDO TV）
- 誘惑のマーメイド（MONDO TV）

### ラジオ
- がちっ娘〜GACHIKKO（文化放送）
- 夢はハリウッド! KU・RO・HU・NEプロジェクト（ニッポン放送）

### Web番組
- エロ生☆パラダイス（2008年10月28日、GyaOジョッキー）
- コイカツ〜恋愛ノウハウトークライブ!! vol.2〜（2010年2月19日、マシェリバラエティ マシェバラ）

### ゲーム
- 桃色・妹 野球拳 ポータブル（PSP）（2008年6月26日、GBTピクチャーズ、グラッツコーポレーション）共演：みひろ、ほしのみゆ
- 桃色・妹 野球拳（DVDPG）（2008年6月26日、GBTピクチャーズ、グラッツコーポレーション）共演：みひろ、ほしのみゆ

### 携帯サイト
- アイドルがイッパイ（アイパイ）

### CM
- AV産業の適正化を考える会「【10万人の署名を目指しています】AV新法を改正し、AV業界を崩壊の危機から救いたい！」（2024年2月）3バージョンすべてに出演

## 出版

### 写真集
東琴乃 名義
- ことだま（2002年4月、ぶんか社、撮影：SHOWN）ISBN 978-4821124176
- Help!（2002年11月、ワニマガジン社、撮影：SHOWN）ISBN 978-4898298688

琴乃 名義
- 激パイ。(2006年7月1日、NIPPON SPORTS MOOK 124)（日本スポーツ出版社、撮影：野川イサム）ISBN 978-4903339245
- X‐IDOL（2007年12月、彩文館出版、撮影：福島裕二）ISBN 978-4775602737

### トレーディングカード
- ジューシーハニー7（2007年9月22日）
- ジューシーハニー プレミアムエディション2007（2007年12月22日）